# اقازيارت (مقاطعة فراهان)
اقازيارت (بالفارسية: اقازیارت) هي قرية تقع في مركزي في إيران. يقدر عدد سكانها بـ 311 نسمة بحسب إحصاء 2016.